# 제128항공여단
제128항공여단(128th Aviation Brigade)는 미국 육군 항공분과의 교육훈련여단이다. 표어는 "Born Under Fire".

## 역사
1990년 1월 16일부터 1995년 10월 15일까지 파나마에서 창설되어 그대로 활동하였다.
2012년 2월 1일에 버지니아주 포트 유스티스에서 항공 CoE 교육훈련부대로서 재소집되었다.

## 부대
- 제210항공연대, 1대대
- 제210항공연대, 2대대
- 제220항공연대, 1대대

## 기록

### 계보
- 1990년 1월 16일, Headquarters and Headquarters Company, 128th Aviation Brigade→제128항공여단, 본부 및 본부중대
정규군에 배정됨.

### 전역
| 스트리머 | 내역   |
| -------- | ------ |
| 국군원정 | 파나마 |

## 참고
- “Headquarters, 128th Aviation Brigade” (영어). Center of Military History. 2012년 3월 26일. 2020년 10월 31일에 확인함.